# Life Is Strange: Before the Storm
Life Is Strange: Before the Storm là trò chơi điện tử phiêu lưu đồ họa nhiều tập do Deck Nine phát triển và Square Enix phân phối. Ba tập đầu tiên lần lượt được phát hành cho các nền tảng Microsoft Windows, PlayStation 4, Xbox One vào cuối năm 2017 và Linux, macOS, Android, iOS vào cuối năm 2018. Đây là phần thứ hai của dòng trò chơi Life Is Strange, đồng thời là tiền truyện của phần trò chơi đầu tiên, với cốt truyện xoay quanh mối quan hệ giữa cô gái 16 tuổi Chloe Price và người bạn cùng lớp Rachel Amber. Life Is Strange: Before the Storm có lối chơi chủ yếu là sử dụng các đoạn hội thoại phân nhánh đi kèm với tương tác với môi trường.
Dưới sự hỗ trợ của phần mềm Unity, Deck Nine bắt đầu phát triển trò chơi này vào năm 2016. Ashly Burch, diễn viên lồng tiếng cho Chloe Price ở phần đầu tiên không tiếp tục góp mặt trong Before the Storm vì bận tham gia vào cuộc đình công do tổ chức SAG-AFTRA khởi xướng. Mặc dù vậy, cô vẫn kịp quay trở lại để lồng tiếng cho tập bổ sung của phần trò chơi này. Phần nhạc nền do ban nhạc indie Anh là Daughter nhận lãnh trách nhiệm viết và trình diễn. Life Is Strange: Before the Storm nhận được nhiều đánh giá nhìn chung tích cực, những lời ngợi khen về các nhân vật, chủ đề lẫn câu chuyện. Tuy nhiên, tác phẩm cũng nhận không ít chỉ trích chẳng hạn như lỗ hổng trong cốt truyện, mối quan hệ giữa các nhân vật chính và tác động của quyết định quan trọng mà người chơi phải đưa ra ở gần cuối trò chơi.

## Lối chơi

Người chơi có thể chọn lựa từ đoạn hội thoại những quyết định mà Chloe sẽ thực hiện và điều đó sẽ ảnh hưởng đến các đoạn hội thoại, thậm chí các sự kiện về sau.

Life Is Strange: Before the Storm là một trò chơi phiêu lưu đồ hoạ góc nhìn thứ ba, nơi người chơi vào vai cô gái 16 tuổi tên Chloe Price. Cốt truyện trong game xảy ra trước những sự kiện trong Life Is Strange ba năm. Nét đặc biệt của Before the Storm là cho phép người chơi "trả treo". Người chơi có thể sử dụng khả năng này để giúp đỡ Chloe thoát khỏi những tình huống ngặt nghèo. Mặc dù vậy "trả treo" đôi khi cũng khiến cho mọi chuyện trở nên tồi tệ hơn. Cây đối thoại cũng được sử dụng khi giao tiếp hoặc xuất hiện lời dẫn giải mang tính gợi nhắc. Các quyết định vào những dịp đặc biệt có thể thay đổi kết quả tạm thời hoặc vĩnh viễn. Người chơi có thể tương tác và thay đổi môi trường, kể cả đánh dấu lên các bức tường bằng hình vẽ graffiti.

## Nội dung
Tại vùng đất bên vịnh Arcadia thuộc tiểu bang Oregon, cô gái 16 tuổi Chloe Price trà trộn vào một buổi biểu diễn ca nhạc trong một cối xay gió cũ. Khi vào trong, cô chạm mặt hai gã đàn ông và xảy ra xô xát với họ. May mắn thay, Rachel Amber – bạn cùng lớp với Chloe bất ngờ có mặt kịp thời để giải vây. Ngày hôm sau, Chloe và Rachel gặp nhau trong khuôn viên trường Blackwell. Họ quyết định trốn học, rồi sau đó nhảy lên toa chở hàng của một chiếc tàu hoả và dừng lại ở một điểm quan sát toàn cảnh. Hai cô gái dùng kính ngắm ở đó để quan sát mọi người. Bất chợt, họ phát hiện một đôi nam nữ đang hôn nhau trong công viên. Cảnh tượng này làm Rachel không vui. Họ trộm rượu từ những người đi cắm trại gần đó rồi đi bộ tới một bãi phế liệu. Chloe chất vấn Rachel tại sao tâm trạng cô thay đổi, nhưng cuộc chất vấn ấy không mang lại kết quả. Mặc dù vậy, lát sau, Rachel cuối cùng cũng tiết lộ rằng người đàn ông mà cô nhìn thấy trong kính ngắm tại điểm quan sát là James, tức cha mình. Điều này có nghĩa là ông đã lừa dối mẹ cô. Sau đó, Rachel đem tấm ảnh gia đình và thiêu nó trong một thùng phuy rác. Trong lúc giận dữ, cô đá vào thùng phuy, vô tình làm văng tàn lửa, gây ra cháy rừng.
Hôm sau, cả Chloe lẫn Rachel đều bị hiệu trưởng Wells khiển trách vì trốn học. Chloe đi loanh quanh ở bãi phế liệu và tìm gặp một chiếc xe tải cũ cần sửa chữa. Ngay sau đó, cô nhận được cuộc gọi của tay buôn ma tuý Frank Bowers, yêu cầu gặp mặt để bàn chuyện trả nợ. Chloe hứa giúp anh ta ăn trộm tiền của người bạn cùng lớp tên Drew. Cậu này cũng nợ Frank một số tiền lớn. Tuy nhiên, Chloe sớm phát hiện ra rằng Drew đang bị tống tiền bởi một tay buôn thuốc phiện khác có tên Damon Merrick. Cô phải lựa chọn giữa việc giao số tiền mình trộm được cho tay buôn ma tuý này để cứu Drew hoặc giữ lại cho riêng mình. Sau đó, trong buổi diễn kịch vở Giông tố do trường tổ chức, vì một học sinh không thể đến kịp buổi diễn do lệnh cấm đường gây ra bởi vụ cháy rừng nên Chloe miễn cưỡng tham gia vào vở kịch, diễn vai đối nghịch với Rachel. Sau vở diễn, hai cô gái quyết định rời bỏ vịnh Arcadia trên chiếc xe tải cũ từ bãi phế liệu trước đó. Họ cùng nhau quay về nhà Rachel để thu đọn đồ đạc nhưng rồi lại chạm mặt với James. Tại đó, ông chính thức tiết lộ người phụ nữ mình hôn lúc Rachel nhìn thấy chính là mẹ ruột của cô.
Rachel được James tiết lộ rằng Sera – mẹ ruột cô – là một con nghiện ma tuý. Ngoài ra, vào cái ngày mà James hôn Sera, ông đã chối bỏ mong muốn gặp lại con gái của bà. Bởi lẽ, nhiều năm trước đây, Sera chính là người vứt bỏ Rachel cho một gia đình khác. Chloe quyết tâm tìm Sera, bất chấp mong muốn của James. Để làm được điều này, Chloe liên lạc với Frank. Anh ta đồng ý gặp cô tại bãi phế liệu. Trong thời gian chờ Rachel đến, cô cố gắng sửa chiếc xe. Frank và Damon xuất hiện bất thình lình. Sau một hồi nói chuyện, Damon phát hiện ra Rachel chính là con gái của uỷ viên công tố quận. Vì lý do này, anh ta đã đâm cô. May thay, Rachel qua khỏi và trải qua giai đoạn phục hồi ở bệnh viện. Trong thời gian này, Chloe tiếp tục cuộc điều tra. Để tìm những manh mối về Sera, cô quyết định đột nhập vào văn phòng James, thay vì chọn cách tiết lộ rằng ông ta có liên quan đến Damon. Chloe lấy điện thoại của James gọi cho Damon để thuyết phục anh ta khai ra nơi Sera đang sống, nhưng Damon đã bắt cóc bà ta để đòi tiền chuộc. Theo hướng dẫn của Damon, Chloe chôm tiền của James và đến điểm hẹn. Tuy nhiên, ngay khi đến nơi, Chloe phát hiện ra việc ông ta muốn Damon giết Sera để bịt đầu mối. Frank bất chợt xuất hiện, đánh nhau với Damon. Chloe bị Damon đánh bất tỉnh. Sau khi tỉnh lại, hai người kia đã biến mất, chỉ còn mỗi Sera và cô. Bà ta yêu cầu Chloe không bao giờ tiết lộ với Rachel về những chuyện mà James đã làm. Quay về bệnh viện, Chloe đứng giữa hai lựa chọn: hoặc nói cho Rachel biết mọi chuyện, hoặc bảo vệ bạn mình bằng việc chôn giấu sự thật đó mãi mãi.

### Tập bổ sung
Trong tập bổ sung mang tên "Farewell", cô bé 13 tuổi Max Caulfield đang vật lộn với việc liệu có nên báo tin cho Chloe rằng gia đình cô sẽ chuyển đến Seattle trong ba ngày tới hay không. Cả hai tìm thấy một cuộn băng ghi lại cuộc nói chuyện của họ hồi năm 8 tuổi. Trong đoạn băng, hai cô gái đang trò chuyện về kho báu bị chôn giấu. Sau khi tìm được tấm bản đồ và một lá bùa nằm trên gác xép, Max cùng Chloe khám phá ra nơi cất giấu kho báu, đồng thời phát hiện ra rằng bố Chloe, ông William đã đặt chiếc hộp thời gian vào trong một thùng nhỏ bằng gỗ, bên cạnh bản thu âm của chính mình nhằm mục đích giữ an toàn. Max có thể chọn hoặc nói cho Chloe chuyện mình sắp chuyển đi, hoặc giấu chuyện này. Bất chấp cô bé quyết định ra sao, kế hoạch cho phần còn lại của ngày cũng bị rút ngắn khi bà Joyce – mẹ Chloe trở về nhà và báo tin William đã chết. Vài ngày sau, Max tham dự đám tang của William và vội vã rời đi cùng gia đình để đến Seattle ngay sau đó, bỏ lại Chloe một mình trong sầu khổ.

## Phát triển và ra mắt
Sau khi công cụ độc quyền StoryForge của hãng Deck Nine (bao gồm phần mềm viết kịch bản và công cụ tạo dựng hiệu ứng hình ảnh) mang lại dấu ấn nhất định, nhà phát hành Square Enix quyết định chọn hãng này làm nhà phát triển chính cho phần tiền truyện của Life Is Strange. Công đoạn phát triển bắt đầu từ năm 2016 với sự hỗ trợ của Square Enix London Studios bên cạnh phần mềm làm game Unity. Từ vai trò diễn viên lồng tiếng cho nhân vật Chloe Price, Ashly Burch chuyển sang công tác cố vấn kịch bản, giao lại nhiệm vụ lồng tiếng cho Rhianna DeVries, người trước đó đảm trách việc ghi hình chuyển động cho nhân vật này. Nguyên nhân trực tiếp khiến Burch không thể tiếp tục tham gia là do vụ đình công do tổ chức SAG-AFTRA chủ trì bùng nổ. Sau khi vụ đình công kết thúc, Burch cùng Hannah Telle, diễn viên lồng tiếng cho Max Caulfield quay lại trong tập bổ sung. Theo lời Kylie Brown, người bắt đầu lồng tiếng cho nhân vật Rachel Amber kể từ tháng 2 năm 2017 thì trong suốt quá trình xây dựng, trò chơi mang nhiều cái tên khác nhau. Phần nhạc do ban nhạc indie folk Daughter viết kiêm trình diễn, đồng thời ra mắt dưới dạng nhạc nền chính thức trên Glassnote Records vào ngày 1 tháng 9 năm 2017. Nhằm diễn tả các khía cạnh khác nhau trong tâm trạng của Chloe, ban nhạc quyết định sử dụng nhiều loại nhạc cụ: piano khi cô bị cô lập, guitar điện cho khoảnh khắc nổi loạn và những giọng hát nhiều tầng lớp để đặc tả tình bạn. Nguồn cảm hứng mà Daughter có được đến từ kịch bản và ý tưởng nghệ thuật. Để có được ý tưởng ấy, đội ngũ biên kịch đã bắt tay xem xét một số tập hồi ký cùng các công trình nghiên cứu tâm lý học để hiểu quá trình đau buồn của Chloe. Phần kịch bản có dung lượng 1.500 trang, do Zak Garriss viết chính với sự hỗ trợ của đội ngũ biên kịch. Ý tưởng ban đầu cho tập bổ sung xoay quanh đoạn kết của nó và cách mà những nhà biên kịch tiến hành triển khai từ đoạn kết ấy.
Tại Hội chợ Giải trí Điện tử diễn ra vào ngày 11 tháng 6 năm 2017, Square Enix chính thức hé lộ sự tồn tại của Life Is Strange: Before the Storm, bất chấp từ trước đó, nhiều ảnh chụp trò chơi trong quá trình phát triển bất ngờ bị rò rỉ lên mạng. Theo Square, trò chơi gồm ba tập. Tập đầu dự kiến chào màn cho các nền tảng Microsoft Windows, PlayStation 4 cùng Xbox One kể từ ngày 31 tháng 8. Phiên bản Deluxe bao gồm tập bổ sung có tựa đề "Farewell", cho phép người chơi điều khiển nhân vật Max Caulfield, cùng với đó là ba bộ phục trang đi kèm. Ngoài ra, phiên bản này còn có chế độ Mixtape Mode, giúp người chơi tùy chỉnh danh sách nhạc nền. Tập bổ sung ra mắt ngày 6 tháng 3 năm 2018, cùng thời điểm hai phiên bản Limited và Vinyl ra mắt dưới dạng sản phẩm đóng gói. Phiên bản Limited chỉ gồm một quyển sách ảnh và một đĩa CD, ghi lại toàn bộ nhạc nền của trò chơi, trong khi phiên bản Vinyl được đính kèm đĩa than chứa nhạc nền. Nếu đặt trước phiên bản Vinyl, người chơi còn được tặng kèm hai con búp bê tượng trưng cho Chloe và Rachel. Ngoài những phụ kiện tương tự phiên bản Deluxe, phiên bản Vinyl còn có tập 1 của Life Is Strange. Vào ngày 13 tháng 9 năm 2018, hãng Feral Interactive tuyên bố phát hành Life Is Strange: Before the Storm cho macOS và Linux. Ngoài hai nền tảng trên, Deck Nine còn tạo điều kiện để đưa trò chơi lên các nền tảng di động như Android lẫn iOS vào ngày 19 tháng 9.

## Đón nhận
| Trò chơi               | Metacritic                             |
| ---------------------- | -------------------------------------- |
| Toàn bộ phần trò chơi  | (PC) 77/100 (PS4) 77/100 (XONE) 82/100 |
| Tập 1: Awake           | (PC) 80/100 (PS4) 78/100 (XONE) 79/100 |
| Tập 2: Brave New World | (PC) 76/100 (PS4) 79/100 (XONE) 76/100 |
| Tập 3: Hell Is Empty   | (PC) 75/100 (PS4) 77/100 (XONE) 81/100 |

Trên Metacritic, Life Is Strange: Before the Storm nhận được những đánh giá nhìn chung tích cực. Các nhà phê bình đánh giá cao hệ thống nhân vật, chủ đề, cốt truyện, nhưng chỉ trích những lỗ hổng trong nội dung, mối quan hệ của nhân vật chính cùng tác động gây ra bởi quyết định của người chơi ở gần cuối game. Tập 1: Awake đón nhận phần lớn những đánh giá tích cực từ các nhà phê bình, chủ yếu tập trung vào sự phát triển tuyến nhân vật Chloe Price và Rachel Amber. Jeremy Peeples của Hardcore Gamer đánh giá lối cư xử của Chloe là "đáng quý chuộng", nhấn mạnh rằng tính cách của cô được phóng tác nên bằng nhiều tầng bậc. Còn Sam Loveridge của GamesRadar thì cho rằng nhân vật Rachel trông có vẻ thực tế hơn vì cô tỏ ra mình "biết phải trái" hơn trong khi đối thoại. Tờ Metro ban đầu không có ấn tượng tốt về Chloe bởi "cái tôi hiếu chiến gây phiền hà một cách đơn điệu", nhưng sau khi hiểu được nỗi đau mất cha mà cô phải chịu đựng, họ lại cảm thông hơn với nhân vật này. Viết trên ấn phẩm Game Informer, Kimberley Wallace nhận định phiên bản trẻ hơn này của Chloe mang đến một nét "ngây thơ và dễ tổn thương" đáng để người ta động lòng trắc ẩn. Mặc dù vậy, khi nhận xét về mối quan hệ giữa hai nhân vật chính, Wallace cho rằng nó được hình thành "theo một tốc độ bất thường". Peeples và Loveridge tỏ ra hài lòng với tính tăng "trả treo" tích hợp trong lối chơi của Life Is Strange: Before the Storm, trong khi tờ Metro và Kimberley Wallace thì trái lại, không mấy quan tâm đến tính năng này.
Giới phê bình đánh giá Tập 2: Brave New World hay hơn so với tập đầu tiên hoặc thậm chí là toàn bộ phần trò chơi. Tờ Metro tán dương cái cách mà những lựa chọn đã tạo ra sự khác biệt, mang "ảnh hưởng sâu sắc" lên tuyến nhân vật. Trong khi đó, Ozzie Mejia của tờ Shacknews hứng thú với "sự chân thật ngày càng tăng" của Chloe, trái ngược hẳn với "khí thế khốc liệt" lúc ban đầu. Joe Juba của Game Informer tuyên bố "sức mạnh lớn nhất" của tập trò chơi chính là giúp người chơi tiếp tục hiểu hơn về nhân vật này. Mặc dù vậy, phàn nàn lớn nhất mà Juba đưa ra cũng chính là lời chê bai của Kimberley Wallace từ tập trước đó, rằng con đường Chloe và Rachel trở thành bạn thực sự là "gượng ép". Viết cho Destructoid, Brett Makedonski nhận định quá trình phô bày cá tính của từng nhân vật được thực hiện theo cách "có tác động tuyệt vời". Cảnh đáng chú ý nhất là trường đoạn các nhân vật tái hiện vở Giông tố trong buổi diễn kịch ở trường học. Theo Metro đánh giá thì đây là phần họ yêu thích, còn Ozzie Mejia thì gọi đó là "một trong những [khoảnh khắc] hài hước nhất" trong Before the Storm, trong khi Joe Juba coi đó là đỉnh điểm của tất cả các lựa chọn trong quá khứ. Về phương diện kịch bản, Metro chỉ trích nó có phần "thất thường", đồng thời bày tỏ sự thất vọng với giọng lồng tiếng cho các nhân vật. Đánh giá về phần kết, Mejia cho rằng phần kết của tập trò chơi có thể đã bị huỷ bỏ, thừa nhận nó "hơi kéo dài một chút". Bất chấp thực tế trên, nhà phê bình này vẫn bị ấn tượng bởi chức năng "trả treo" mà Before the Storm mang lại.
Cả Metro lẫn Jeremy Peeples đều đồng tình rằng Tập 3: Hell Is Empty là tập giàu cảm xúc nhất của toàn bộ phần trò chơi. Kịch bản được tán dương vì tính chính xác và độ chân thực của nó. Kimberley Wallace cho rằng kịch bản ấy phô bày nhiều khía cạnh mới lạ ở các nhân vật phụ. Tuy nhiên, Makedonski không hài lòng khi một nhân vật có vai trò phụ trợ lại trở thành kẻ phản diện chính, những nhân vật mà tính cách ít được phát triển nhiều bỗng chốc trở nên quan trọng với diễn biến truyện. Tờ Metro chỉ ra vài đoạn thoại, đoạn lồng tiếng không nhất quán với nhau. Bất chấp điều này, Peeples vẫn nhận định giữa các nhân vật có một "sự gắn kết đáng kinh ngạc". Với Wallace, những "khoảnh khắc dịu dàng" giữa Chloe và Rachel là những đoạn hay nhất của toàn bộ tập trò chơi, còn Makedonski phải thốt lên rằng nỗ lực của hai nhân vật chính, "việc họ cùng nhau thoát ly khỏi thực tại, những hy sinh mà họ phải trải qua" là "quá đủ để chúng ta tiếp tục đầu tư [vào trò chơi này]". Bên cạnh những lời đánh giá, giới phê bình cũng tỏ ra hài lòng với cách trò chơi hạ màn.

### Thành tựu
Ngay sau Hội chợ Giải trí Điện tử năm 2017, Life Is Strange: Before the Storm đã giành chiến thắng tại một trong các giải thuộc hạng mục Best of E3 của trang web GamesRadar+, đồng thời được Hardcore Gamer đề cử cho hạng mục Adventure Game. Tại lễ trao giải Gamescom 2017, trò chơi nhận hai đề cử cho các hạng mục "Best Simulation Game" và "Best Family Game", cũng như tham gia tranh giải cho hạng mục Games for Impact tại sự kiện The Game Awards 2017. Cùng năm, trong lễ trao giải Cần điều khiển Vàng, trò chơi có cho riêng mình hai đề cử, bao gồm Best Audio cùng Best Performer dành cho Kylie Brown. Ngoài ra, Before the Storm còn đoạt giải Best Soundtrack và Most Touching Moment (khoảnh khắc Chloe và Rachel diễn vở Giông tố tại trường) tại sự kiện Adventure Game of the Year do tạp chí Game Informer tổ chức, dẫn đầu ở hạng mục Best Adventure Game in their Reader's Choice. Eurogamer xếp hạng Before the Storm ở vị trí thứ 16 trong danh sách 50 trò chơi điện tử của năm.
Năm 2018, trò chơi cũng nhận về một số đề cử như "Best Music Supervision in a Video Game" tại lễ trao giải Guild of Music Supervisors, giải "Matthew Crump Cultural Innovation Award" tại lễ trao giải SXSW Gaming, "Best Emotional Game" tại lễ trao giải Emotional Games 2018 và "Game Beyond Entertainment" tại Lễ trao giải Trò chơi điện tử lần thứ 14 của Viện Hàn lâm Anh quốc. Tại sự kiện NAVGTR, Life Is Strange: Before the Storm có cho mình hai hạng mục đề cử, bao gồm "Game, Franchise Adventure" và "Writing in a Drama", đồng thời đoạt giải "Song Collection". Song song đó, tại lễ trao giải Italian Video Game, trò chơi cũng được đề cử cho giải "Game Beyond Entertainment". Còn trong lễ trao giải Webby 2018, Before the Storm vinh dự đoạt giải People's Voice Award cho hai hạng mục gồm "Best Writing" và "Public Service & Activism", kèm theo đó là một đề cử cho hạng mục "Strategy/Simulation". Trong khi đó, tại sự kiện Games for Change, trò chơi nhận hai giải "Game of the Year" và "Most Significant Impact", giành đề cử cho hạng mục "Best Gameplay". Trong lễ trao giải Ivor Novello cùng năm, Before the Storm nhận đề cử cho giải "Best Original Video Game Score".